# Kōrli Stalte
Kōrli Stalte (lettisk: Kārlis Stalte; født 1870 i Mazirbe i Guvernement Kurland, død 12. januar 1947 i Tyskland) var en produktiv livisk kulturarbejder og aktivist. Stalte arbejdede som lærer i Dundaga og Mazirbe, og som sproglærer i livisk i Lielirbe; og som kantor og organist i Mazirbe. Hans hustru var tyskbaltisk og han flyttede sammen med hende til Tyskland da tyskbalterne repatrieredes i 1939 på Hitlers ordre.
Stalte skrev mange digte på livisk, heriblandt Livõd Lolõd, og han skrev teksten til den liviske nationalhymne Min izāmō. Hans værker omfattede også oversættelse af det Nye Testamente (Ūž testament) og han deltog i skabelsen af den største liviske ordbog Livisches Worterbuch mit Grammatischer Einleitung. Kōrli Staltes datter Margareta Stalte komponerede adskillige sange med Kōrlis' digte som tekst.